# Сицилийский эмират
Сицили́йский эмира́т (ар.إمارة صقلية Imarah Saqqaliyya) — исламское государство, контролировавшее весь остров Сицилия с 965 по 1072 год. Если учитывать его государства-предшественники, основанные до основания самого эмирата Хасаном аль-Кальби, а также его государства-преемники, располагавшиеся в южной части острова уже после начала христианской реконкисты, мусульманский период в истории государственности Сицилии растянулся на 264 года, с 827 по 1091 год. Более того, мусульманская община сохранялась на острове до 1240-х годов, после чего она была депортирована на континент, где исламская культура сохранялась до 1300 года.

## История Сицилии до установления эмирата
В 535 году император Юстиниан I вернул Сицилию в состав Византийской империи в качестве одной из её провинций. Bо второй раз за историю острова, после пятивекового ослабления своих позиций, греческий язык стал основным для сицилийцев, хотя и в римскую эпоху латынь на острове употреблялась в основном в качестве языка торговли и правительственной верхушки. Но власть Византии постепенно ослабевала, и в 652 году на остров впервые вторглись арабо-мусульманские войска под предводительством халифа Усмана ибн Аффана. Однако вторжение не было долгим, и вскоре мусульмане оставили остров.
К концу VII века арабы завоевали всю Северную Африку. Захват Карфагена позволил им построить сильный флот и создать постоянную базу для контролирования морских путей. С этого момента арабы могли постоянно угрожать Сицилии.
В 700 году арабы захватили остров Пантеллерия. До первой половины VIII века мусульманский флот совершал нападения на Сицилию, но это привело лишь к завоеванию нескольких трофеев, утвердиться на Сицилии арабам не удалось.
На Сицилию совершал нападения Абдулла ибн Кайс аль-Физар, затем по приказу Муавии I ибн Абу Суфьяна на остров вторгся наместник Ифрикии Муавия ибн Худейдж. Затем, во время правления халифа Язида II ибн Абдул-Малика, на остров нападал Мухаммад ибн Идрис аль-Ансар, он захватил на острове множество ценностей, но не смог там закрепиться. В 737 году, во время правления халифа Хишама ибн Абдул-Малика, на Сицилию совершил нападение наместник Ифрикии Башар ибн Суфьян.
В 740 году Обейдулла ибн аль-Хабхаб отправил командующего войсками Хабиба ибн Аби Обейда провести полномасштабное нападение на Сицилию и Сардинию. В результате на восточном берегу острова был завоеван город Сиракузы. Однако внутренние распри арабов и восстание берберов в Африке вынудили арабов вернуться в Тунис. Эти события позволили Византии укрепить остров и подготовить флот для его обороны. С того момента мусульмане не нападали на Сицилию более пятидесяти лет. За это время они заключили с Византией торговые соглашения, и арабские купцы стали торговать в сицилийских портах.
В 805 году Ибрахим I ибн Аглаб заключил с правителем Сицилии Константином перемирие и договор сроком на 10 лет. Однако мир не был долгим. Византийцы нарушили важнейшую часть соглашения, они не позволили пленным мусульманам вернуться на родину. Договор был разорван. В 812 году Аглабиды отправили на византийцев флот, который захватил несколько принадлежащих Сицилии островов. Император Византии собрал флот из прибрежных итальянских городов, однако мусульманам удалось разбить византийцев и захватить несколько кораблей. Византийцы повторили нападение и отправили новый флот, на этот раз мусульмане были разбиты. Это привело к возобновлению в 813 году перемирия между Абу Аббасом Абдуллой ибн Аглабом и Григорием, патрицием Сицилии, ещё на десять лет. Но и в этот раз мир был прерван. Третий вали Ифрикии из династии Аглабидов, Зиядатулла I, отправил к Сицилии флот, возглавляемый его братом. Он не смог захватить остров, но успешно освободил пленных мусульман.

## Мятеж Евфимия
В 826 году Евфимий, командующий византийским флотом на Сицилии, попытался заставить монахиню выйти за него замуж. Император Михаил II Травл приказал другому военачальнику, Константину, разорвать брак и отрезать Евфимию нос. Евфимий поднял восстание и бежал на колесницах в Сицилию, где занял Сиракузы. За ним последовал Константин, между их войсками прошла битва, но Константин проиграл и бежал в город Катания. Евфимий отправил следом за Константином свою армию, Константин попытался убежать, но его поймали и казнили. После этого Евфимий объявил себя правителем Сицилии. Во главе части острова он поставил человека по имени Балта, но между ним и Евфимием произошла междоусобица. Балта заключил союз со своим племянником Михаилом, правителем Палермо, они собрали многочисленную армию и выступили против Евфимия, который бежал в Северную Африку. Балта захватил Сиракузы.
В Северной Африке Евфимий предложил свои услуги по завоеванию острова Зиядатулле Аглабу, формально подчинявшемуся халифату, в обмен на безопасность и должность военачальника. Аглабиды послали на завоевание острова мусульманскую армию, состоящую из арабов, берберов, критян и хорасанцев, которой командовал семидесятилетний кадий Асад ибн аль-Фурат. Была достигнута договорённость, что Евфимий станет правителем Сицилии и будет платить ежегодную дань Аглабидам.
17 июня 827 года Асад ибн аль-Фурат высадился на 100 кораблях у Мадзара-дель-Валло с армией, включающей около 10 тысяч пехотинцев, 700 всадников, к ним также присоединились верные Евфимию войска. Первое сражение состоялось 15 июля 827 года около Мадзары и закончилось победой мусульманской армии.

## Арабское завоевание
Затем Асад завоевал южное побережье острова и взял Сиракузы в осаду. Осада Сиракуз длилась с лета 827 до осени 828 года. Пережив мятеж, его войска смогли победить большое войско, посланное из Палермо и поддержанное венецианским флотом дожа Джустиниано Партечипацио. Затем, однако, мусульманская армия сильно пострадала от голода и эпидемии чумы, от которой, в частности, умер Асад, и была вынуждена отойти в Минео. Перейдя в наступление, они попытались и не смогли взять крепость Кастроджованни, где погиб Евфимий, и вернулись в Мадзару.
В 830 году мусульмане получили подкрепление из 30 тысяч солдат из Африки и Андалусии. В июле и августе андалусские войска нанесли поражение византийской армии под командованием Теодота, но новая эпидемия чумы вынудила их отступить в Мадзару, а затем и отправиться обратно в Африку. Берберские же войска отправились на осаду Палермо и заняли город после годичной осады в 831 году. Палермо под названием Аль-Мадины стало мусульманской столицей Сицилии.
Арабам потребовалось ещё более ста лет, чтобы полностью завоевать остров. В 859 году они наконец обманом взяли Кастроджованни, в 902 году была захвачена Таормина, и к 965 году, после падения византийской крепости Рометта, мусульмане контролировали всю Сицилию. С 901 по 956 годы сицилийские мусульмане также контролировали город Реджо — столицу византийского герцогства Калабрия, расположенного на материковой стороне Мессинского пролива, хотя формально сам Сицилийский эмират в это время ещё не был провозглашён.

## Эмират

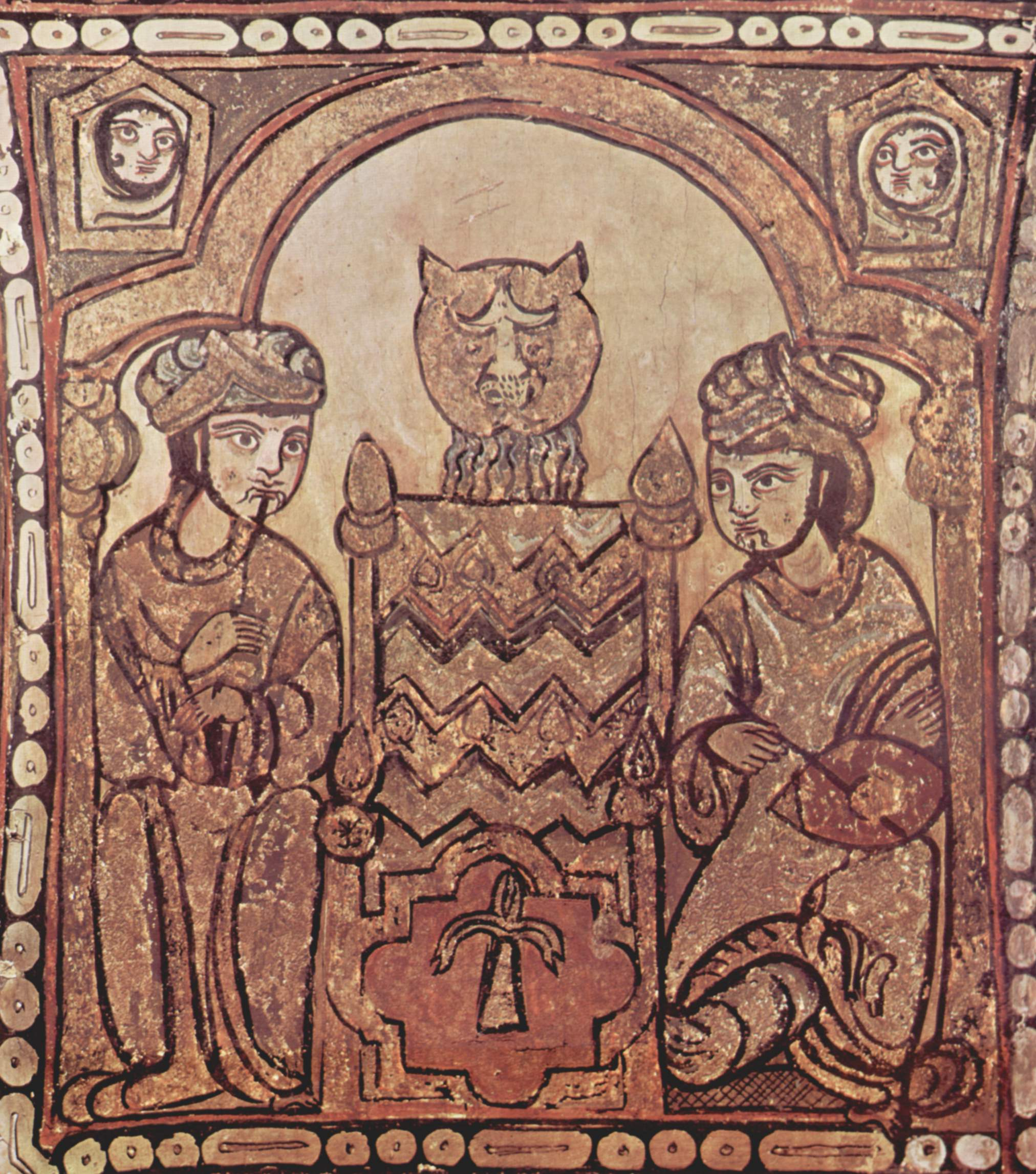
Арабская роспись в Палаццо Норманни в Палермо, выполненная в норманнский период (ок. 1150)

Сицилией сначала правила суннитская династия Аглабидов из Туниса, затем шиитская династия Фатимидов из Египта. Во время смены династий Византии удалось на несколько лет захватить восточную часть острова.
В 948 году фатимидский калиф аль-Мансур назначил Хасана аль-Кальби эмиром Сицилии (948—964). Последний смог победить византийцев и основал династию Кальбитов. Кальбиты нападали на Южную Италию вплоть до прекращения существования эмирата в XI веке. В 982 году войско императора Священной Римской империи Оттона II потерпело поражение от мусульман около Кротоне в Калабрии.
Период упадка эмирата начался с правления эмира Юсуфа аль-Кальби (990—998). При Аль-Акхале (1017—1037) обострились династические распри, так что часть правящей семьи вступала в союз с Византией и берберской династией Зиридов. К началу правления эмира Хасана ас-Самсама (1040—1053) эмират фактически распался на враждовавшие между собой крохотные княжества.
Арабы провели на Сицилии земельную реформу, которая увеличила производительность и стимулировала развитие малых хозяйств, в противоположность существовавших со времён Римской империи больших плантаций. Они также улучшили систему ирригации и начали культивировать апельсин, лимон, миндаль и сахарный тростник. Городской план Палермо в общих чертах сохраняется с арабских времён, а собор стоит на месте бывшей мечети. Дворец эмира располагался в пригороде Палермо, Аль-Халиса (Кальса). Посетивший Палермо странствующий поэт Ибн Джубайр рассказывал, что город чрезвычайно богат и красив.

## Население
Население Сицилии, завоёванное мусульманами, в основном было христианским и говорило на греческом языке. Было также существенное число евреев. В Сицилийском эмирате действовала свобода вероисповедания, но немусульмане рассматривались как зимми и были поражены в гражданских правах: им было запрещено носить оружие, ездить верхом на лошадях и надевать сёдла на мулов и ослов, строить дома выше, чем у мусульман, использовать арабские имена. Их дома должны были быть помечены специальными знаками, и они должны были носить одежду, отличавшую их от мусульман. Зимми должны были платить два вида специальных налогов, подушный (джизья) и поземельный (харадж). Дискриминации можно было избежать путём перехода в ислам, что и происходило в больших количествах. Фатимиды в середине X века начали политику активного обращения в ислам и усиленного угнетения христиан. К середине XI века около половины населения острова исповедовало ислам. Однако даже после 100 лет исламского управления, к концу существования эмирата, всё ещё существовали многочисленные немусульманские общины грекоязычных христиан, чьи общины процветали, особенно на северо-востоке Сицилии. Это способствовало нормандскому завоеванию и падению эмирата.

Сицилийский эмират во 2-й пол. XI века

## Упадок эмирата
С ростом внутридинастических распрей Сицилийский эмират стал распадаться на мелкие образования. В XI веке различные правители Южной Италии, которым мусульмане постоянно угрожали своими набегами, начали прибегать к помощи нормандских наёмников. В результате именно нормандцы под предводительством Рожера I завоевали Сицилию, прекратив существование эмирата. В 1060 году старший брат Рожера нормандский рыцарь Роберт Гвискар, получивший от папы римского Николая II титул герцога Сицилии, вторгся на Сицилию, которая в этот момент была поделена на три примерно равных по силе и размеру эмирата. Христианское население Сицилии приветствовало нормандцев. Рожер I, исполняя замысел брата, занятого завоеванием Апулии и Калабрии, с армией из 700 рыцарей завоевал Мессину. В 1068 году он нанёс поражение мусульманам при Мизильмери, а после ключевой битвы за Палермо Сицилия практически полностью перешла под контроль нормандцев. Завоевав остров, нормандцы сместили эмира Юсуфа ибн-Абдаллу.
Отдельные области Сицилии ещё некоторое время находились под властью мусульманских правителей. Так, Энна (Каср-Ианни) управлялась эмиром Ибн аль-Хавасом в течение многих лет. Его преемник, Ибн-Хамуд, в 1087 году сдался нормандцам и перешёл в христианство. Вместе со своей семьёй, он получил дворянское достоинство и поместье в Калабрии, где и закончил свои дни. В 1091 году последние мусульманские города, Бутера и Ното, а также Мальта, сдались христианам, после чего Сицилийский эмират формально прекратил своё существование.

## После падения эмирата

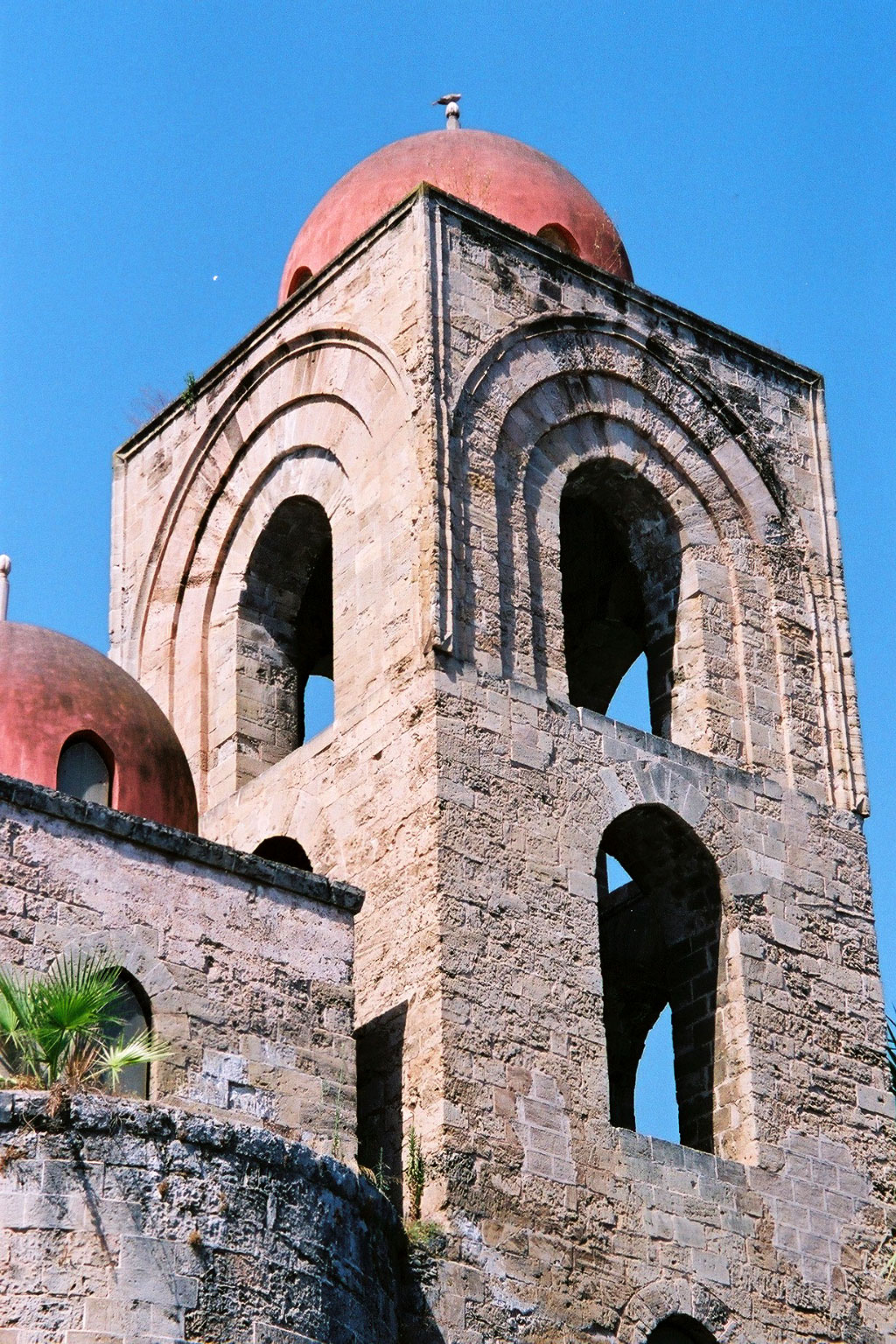
Типично арабская колокольня монастыря Сан-Джованни-дельи-Эремити в Палермо

Нормандское Королевство Сицилия отличалось религиозной терпимостью. Арабский в течение как минимум века оставался одним из государственных языков, его следы сохраняются в современном сицилийском языке. Большинство памятников архитектуры нормандского периода (собор Монреале, собор Палермо, Марторана, Палатинская капелла, Сан-Джованни-дельи-Эремити, Сан-Джованни-дель-Леббрози, Нормандский дворец в Палермо, загородные дворцы Куба и Циза) содержат многочисленные черты арабской архитектуры и прикладного искусства.
Внук Рожера II Фридрих II Гогенштауфен (1215—1250) разрешил мусульманам селиться на материке и строить мечети. Они могли служить в армии, и даже среди телохранителей Фридриха были мусульмане.
Вместе с тем, под давлением римских пап, Фридрих предпринял и ряд репрессивных мер против ислама. Это вызвало восстания сицилийских мусульман, которые, в свою очередь, были подавлены. Фридрих II приказал переселить всех проживающих на Сицилии мусульман вглубь материка, в Лучеру. Процесс переселения шёл постепенно, последние депортации произошли в 1240-х годах. (В 1300 году мусульманская колония в Лучере была уничтожена неаполитанским королём Карлом II.) Население Сицилии было латинизировано и обращено в римско-католическую религию.